# 張好合
張好合（越南语：／；1795年—1851年），字晦叔（越南语：／），號亮齋（越南语：／），越南阮朝官員，明鄉人。

## 生平
張好合是嘉定省新平府新隆縣新慶村人，景興五十六年（1795年）出生。嘉隆十八年（1819年），參加嘉定場鄉試，考中鄉貢。後歷任刑部郎中、太原鎮參協。明命七年（1826年），張好合干涉刑案，降為九品書吏。次年（1827年）三月，起復為廣治營句稽，不久改授為刑部司務，署主事，派往北城刑曹任職。明命十年（1829年），改任廣安鎮參協。明命十一年（1830年）十月，張好合改授太常寺少卿，充任如清甲副使，隨正使黃文亶出使清朝。
明命十三年（1832年）四月，黃文亶、張好合和潘輝注自清朝回國。明命帝因使團探聽清朝情況不力，所獻出使日記太過簡略，回程購買私貨多於公物，下令將張好合革職，從部效力。十一月，隨潘文敏搭乘奮鵬、瑞龍、安洋號大船前往江流波（今雅加達）公幹。次年（1833年）六月，起復為司務。十月，派往太原軍次任職，後署御史，再因事革職。明命十六年（1835年），再起復為主事。明命二十年（1839年），張好合以正四品散員身份如東公幹，次年（1840年）回國後，因辦事不力，降為戶部員外郎，并責令他賠償官府損失。同年，阮廷循例如清歲貢，以張好合擔任乙副使。他趁機拖延賠償，尚書何維藩以此上奏，明命帝下令革去張好合職銜，嚴令刑部追索所欠款項。
紹治初，張好合起復為翰林院侍講學士。紹治二年（1842年），升署刑部郎中，後改大理寺少卿。紹治三年（1843年）受命如東，押送越南俘獲的清朝海盜送交廣東官府。後再升鴻臚寺卿，充辦戶部事務。紹治五年（1845年），改任禮部左侍郎，充如清正使，出使清朝。紹治六年（1846年），張好合回國，改任戶部左侍郎。
嗣德元年（1848年），張好合升署諒平巡撫。當時不斷有中國邊民越境進入越南落草為寇，與阮朝作戰。嗣德四年（1851年）八月，諒山按察使枚英俊在與三堂匪作戰時陣亡，嗣德帝以巡撫張好合調度失宜為由，下令將他拿解回京治罪。張好合行至河靜省時因病去世。